# LSE SU German Society
Die LSE SU German Society ist eine Studentenvereinigung an der London School of Economics and Political Science in London. Mit jährlich 500 Mitgliedern ist sie eine der größten deutschen Studentenorganisationen außerhalb Deutschlands und eine der mitgliederstärksten nationalen Studentenorganisationen des Vereinigten Königreichs. Die German Society setzt sich für das Interesse an deutscher Kultur, Politik, Sprache und Wirtschaft ein und ist in ihrem Aufbau rein studentengeführt. Sie organisiert außerdem kulturelle und soziale Veranstaltungen, wie etwa das jährliche Oktoberfest in London oder monatliche Zusammenkünfte, welche Studenten aller Fakultäten einen regelmäßigen ungezwungenen Austausch ermöglichen. In Kooperation mit Partnerunternehmen richtet die German Society außerdem eine Reihe von Vorträgen, Paneldiskussionen, Workshops, Karriereveranstaltungen oder auch formellen Dinnern aus. Die Vereinigung trifft sich regelmäßig mit den Studentenvereinigungen der Universität Oxford und der Universität Cambridge und unterhält eine Kooperation mit der Deutschen Botschaft in London. 

## German Symposium
Das German Symposium, eine Vortragsreihe von etwa 20 Vorträgen, wird seit 2002 durch die German Society auf dem Campus der London School of Economics organisiert und hat in den letzten Jahren renommierte deutsche Persönlichkeiten aus Kultur (Charlotte Knobloch, Berthold Kohler, Robert Zollitsch), Politik (Angela Merkel, Gerhard Schröder, Wolfgang Schäuble, Peer Steinbrück, Ursula von der Leyen), Sport (Jens Lehmann, Hans-Joachim Watzke) und Wirtschaft (Alexander Dibelius, Jürgen Großmann, August Oetker) angezogen.
Die von Studenten der London School of Economics organisierte Konferenz ist eine der renommiertesten Speaker-Series in London und spielt laut Wolfgang Ischinger, dem ehemaligen deutschen Botschafter in London, „eine Schlüsselrolle im strategischen Dialog zwischen Deutschland und Großbritannien“.
Am German Symposium 2011 nahmen neben Bundesminister Peter Ramsauer, dem ehemaligen Bundesfinanzminister Hans Eichel und Ole von Beust auch Akademiker wie Wolfgang Franz, Medienvertreter wie Christoph Keese, Harald Ehren und Mercedes Bunz sowie Wirtschaftsgrößen wie Eckhard Cordes, Alexander Dibelius und Axel Strotbek teil. Die Integrationsdebatte mit Henryk M. Broder, Hellmuth Karasek, Ali Kizilkaya und Thilo Sarrazin erfreute sich besonders großer medialer Resonanz in deutschen wie auch internationalen Zeitungen, da die Hochschulleitung der LSE die Veranstaltung vor Ort eine Stunde vor Beginn absagte. Die LSE German Society verlegte die Diskussionsrunde in ein benachbartes Hotel.